# Festival Internacional de Cinema de Sant Sebastià 2014
La 62a edició del Festival Internacional de Cinema de Sant Sebastià va tenir lloc entre el 19 i el 27 de setembre de 2014 a Sant Sebastià. Edurne Ormazabal fou presentadora de les dues gales, acompanyada de Karra Elejalde a la d'inauguració i de José Coronado a la de clausura.
Denzel Washington va assistir a la inauguració per promocionar la seva pel·lícula L'equalitzador, presentada fora de concurs i per rebre el Premi Donostia. La Conquilla d'Or fou atorgada a la pel·lícula espanyola Magical Girl de Carlos Vermut.

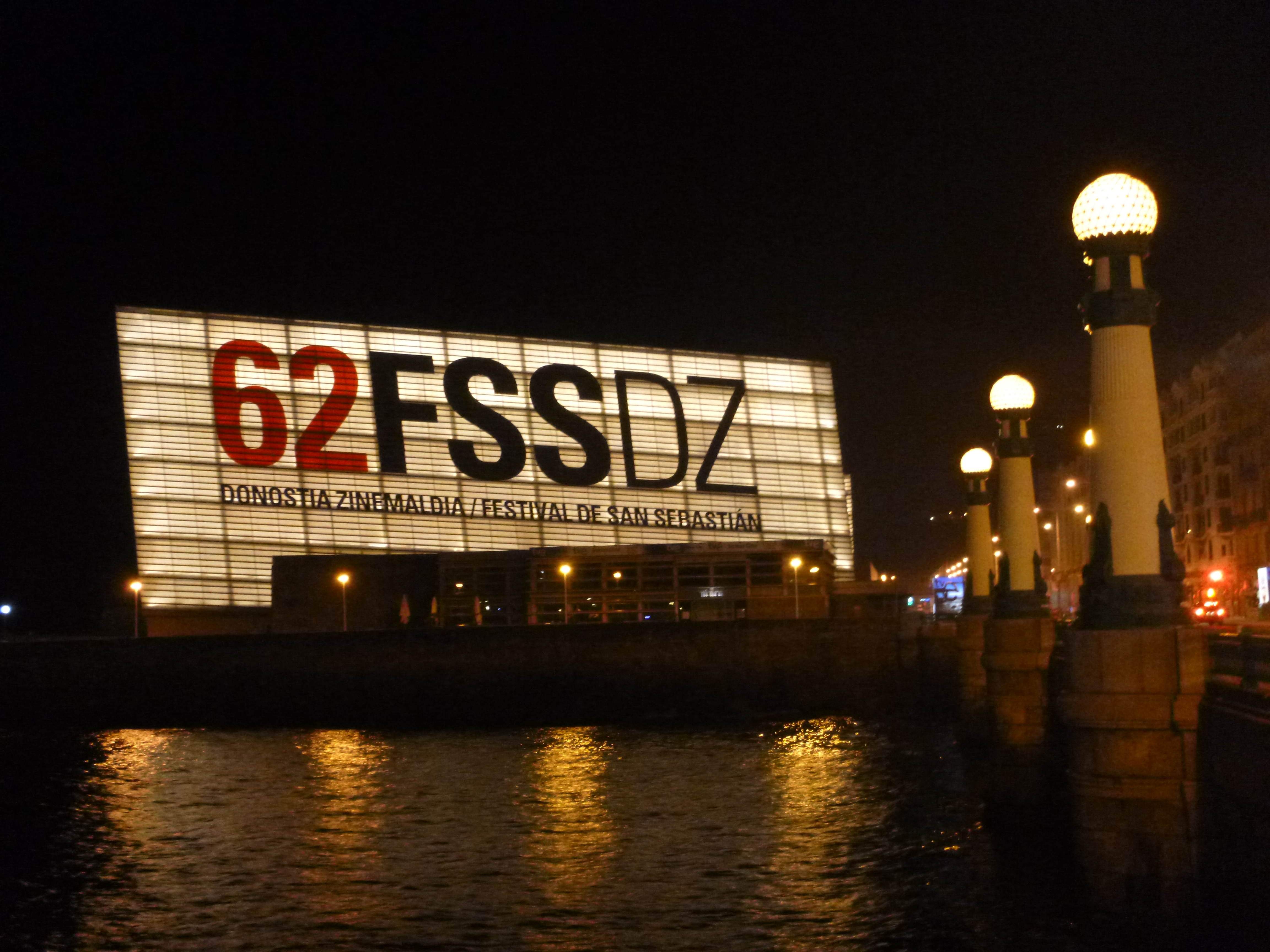

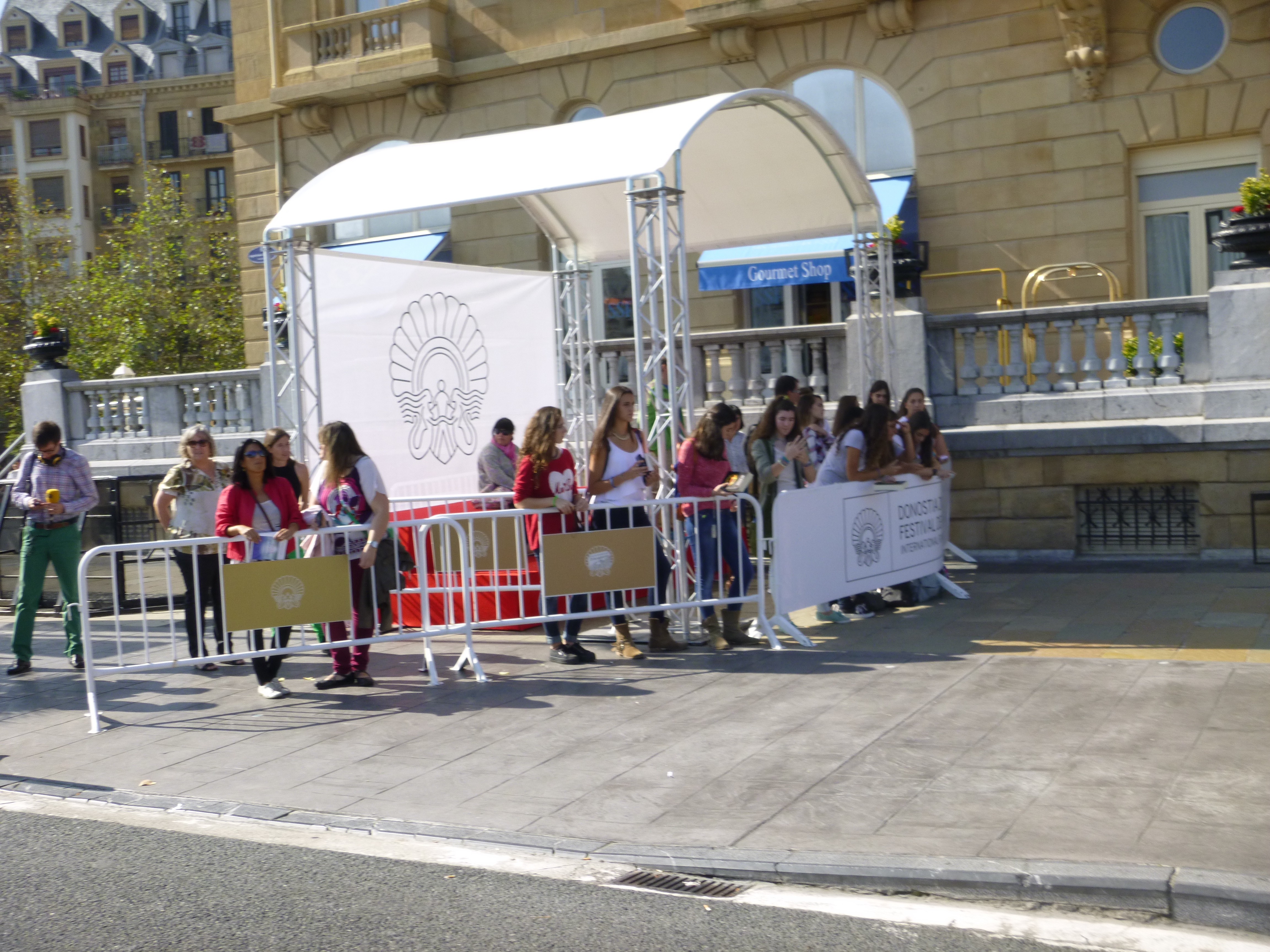

## Jurat
- Fernando Bovaira (president)
- Vlad Ivanov
- Eric Khoo
- Nastassja Kinski
- Mariana Rondón
- Marjane Satrapi
- Reinhold Vorschneider
- Oleg Sentsov (jurat honorari)

## Pel·lícules

### Secció Oficial
(16 pel·lícules a concurs)
| Pel·lícula                               | Director                       | País                    |
| ---------------------------------------- | ------------------------------ | ----------------------- |
| Aire libre                               | Anahí Berneri                  | Argentina               |
| Autómata                                 | Gabe Ibáñez                    | Espanya                 |
| Casanova Variations                      | Michael Sturminger             | Àustria                 |
| The Drop                                 | Michael R. Roskam              | Estats Units            |
| Eden                                     | Mia Hansen-Løve                | França                  |
| Félix et Meira                           | Maxime Giroux                  | Canadà                  |
| Stille Hjerte                            | Bille August                   | Dinamarca               |
| La isla mínima                           | Alberto Rodríguez              | Espanya                 |
| Magical Girl                             | Carlos Vermut                  | Espanya                 |
| Haemoo                                   | Shim Sung-bo                   | Corea del Sud           |
| En chance til                            | Susanne Bier                   | Dinamarca               |
| Une nouvelle amie                        | François Ozon                  | França                  |
| Tigers                                   | Danis Tanović                  | Índia Regne Unit França |
| Phoenix                                  | Christian Petzold              | Alemanya                |
| Vie sauvage                              | Cédric Kahn                    | França                  |
| Loreak                                   | José Mari Goneaga, Jon Garaño  | Espanya                 |
| Fuera de concurso:                       |                                |                         |
| L'equalitzador (The Equalizer)           | Antoine Fuqua                  | Estats Units            |
| Samba                                    | Olivier Nakache, Éric Toledano | França                  |
| Lasa eta Zabala                          | Pablo Malo                     | Espanya                 |
| Murieron por encima de sus posibilidades | Isaki Lacuesta                 | Espanya                 |
| La voz en off                            | Cristián Jiménez               | Xile                    |

### Perlak
(20 pel·lícules)
| Pel·lícula                            | Director                             | País                   |
| ------------------------------------- | ------------------------------------ | ---------------------- |
| 20.000 Days on Earth                  | Iain Forsyth, Jane Pollard           | Regne Unit             |
| Black Coal, Thin Ice (Bai Ri Yan Huo) | Yinan Diao                           | R.P. de la Xina        |
| Bande des filles                      | Célina Sciamma                       | França                 |
| Catch Me Daddy                        | Daniel Wolfe                         | Regne Unit             |
| César Chávez                          | Diego Luna                           | Mèxic                  |
| La chambre bleue                      | Mathieu Amalric                      | França                 |
| Difret                                | Zeresnay Berhane Mehari              | Estats Units           |
| The Disappearance of Eleanor Rigby    | Ned Benson                           | Estats Units           |
| Escobar: Paraíso Perdido              | Andrea Di Stefano                    | França Espanya         |
| Ha'mishpat shel Vivian Amsalem        | Ronit Elkabetz, Shlomi Elkabetz      | Israel França Alemanya |
| Love Is Strange                       | Ira Sachs                            | Estats Units           |
| Mommy                                 | Xavier Dolan                         | Canadà                 |
| Pasolini                              | Abel Ferrara                         | França Itàlia Bèlgica  |
| Relatos salvajes                      | Damián Szifron                       | Argentina Espanya      |
| Retour à Ithaque                      | Laurent Cantet                       | França                 |
| La sal de la terra                    | Wim Wenders, Juliano Ribeiro Salgado | Brasil França          |
| Futatsume no mado                     | Naomi Kawase                         | Japó França Espanya    |
| Kaguya-hime no Monogatari             | Isao Takahata                        | Japó                   |
| Plemia (Плем'я)                       | Myroslav Slaboshpytskiy              | Ucraïna                |
| Kış Uykusu                            | Nuri Bilge Ceylan                    | Turquia                |

### Retrospectives
- Retrospectiva Clàssica: Dorothy Arzner[9]
- Retrospectiva Temàtica: Eastern Promises. Retrat de l'Europa de l'Est en 50 pel·lícules.

## Palmarès

### Premis oficials
- Conquilla d'Or: Magical Girl de Carlos Vermut.
- Premi especial del jurat: Vie sauvaje de Cédric Kahn.
- Conquilla de Plata al millor director: Carlos Vermut per Magical Girl.
- Conquilla de Plata a la millor actriu: Paprika Steen per Stille Hjerte.
- Conquilla de Plata al millor actor: Javier Gutiérrez per La isla mínima.
- Premi del jurat a la millor fotografía: Alex Catalán per La isla mínima.
- Premi del jurat al millor guión: Dennis Lehane per The Drop.
- Premi Kutxa - Nous Directors: Kristina Grozeva i Petar Valchanov per La lliçó (Урок)  Bulgària
- Premi Horizontes: Güeros d'Alonso Ruizpalacios  Mèxic
- Premi Irizar al Cinema Basc: Negociador de Borja Cobeaga  Espanya
- Premi del públic: La sal de la terra de Wim Wenders i Juliano Ribeiro Salgado. / Relatos salvajes de Damián Szifron.
- Premi de la joventut: Güeros d'Alonso Ruizpalacios.
- Premi Tokyo Gohan Film Festival: Buscando a Gastón de Patricia Pérez  Perú  Estats Units
- Premis Cinema en Construcció: Magallanes de Salvador del Solar  Argentina  Perú  Colòmbia
- Fòrum de Coproducció Espanya-Amèrica Llatina. Premi EGEDA al millor Projecte: Agosto d'Armando Capó Ramos  Cuba  Costa Rica

### Premio Trobada Internacional d'Estudiants de Cinema
- Primer premi: Greenland d'Orin Gerner  Israel
- Segon premi: Els Oiseaux-Tonnerre de Léa Mysius  França
- Tercer premi: Idle de Raia Al Souliman  Romania
- Premi Orona: Onno de Onwetende de Viktor van der Valk  Països Baixos
- Torino Award: Nicht den Boden berühren de Mia Spengler  Alemanya

### Premis no oficials
- Premi TVE - Otra Mirada: La foresta di ghiaccio de Claudio Nocce  Itàlia
- Premi FIPRESCI: Phoenix de Christian Petzold.
- Premi FEROZ Zinemaldia: La isla mínima d'Alberto Rodríguez.
- Premi SIGNIS: En chance til de Susanne Bier.
- Premi de l'Associació de Donants de Sang de Guipúscoa, a la Solidaritat / Elkartasun Saria: Tigers de Danis Tanović.
- Premi Sebastiane: Une nouvelle amie de François Ozon.

### Premi Donostia
- Benicio del Toro
- Denzel Washington